# Žakovce
Žakovce (in ungherese Izsákfalva, in tedesco Eisdorf) è un comune della Slovacchia facente parte del distretto di Kežmarok, nella regione di Prešov.